# Скаллин, Джеймс Генри
Джеймс Генри Скаллин, или Джим Скаллин (18 сентября 1876 — 28 января 1953) — австралийский политик, девятый премьер-министр страны. Первый премьер-министр страны, рождённый на территории Австралии.

## Биография
Родители Джима Скаллина, Джон Скаллин и Энн Логан, иммигрировали из Дерри, Ирландия. Его отец работал сначала на шахте, а потом на строительстве железной дороги. Сам Джим является пятым из девяти детей в семье. До 14 лет он ходил в школу, а потом начал работать в магазине, посещая вечерние классы и публичную библиотеку.
На ранних этапах политической карьеры, с 1913 по 1922 годы он был редактором газеты Ballarat Evening Echo.
В 1907 году женился на Саре Макнамара. Детей у них не было.

## Политическая карьера
В 1903 вступил в Австралийскую лейбористскую партию. На выборах 1906 года он уступил будущему премьер-министру Альфреду Дикину, который баллотировался с ним по одному округу. Однако, с 1910 по 1913 годы он оставался в парламенте страны. После этого, у него был ряд неудачных попыток попасть в парламент страны и штата.
В 1921 году на съезде партии стал одним из инициаторов провозглашения новой партийной цели: «социализация (национализация) промышленности, продукции, распределения и обмена», сопровождавшегося указанием о намерении партии сохранить частную собственность на средства производства и отказе от классовой борьбы. После этого Скаллину удалось вернуться в парламент страны, где он оставался 28 лет.
26 апреля 1928 года стал лидером лейбористской партии, которым оставался до 1935 года. Он привёл партию к успеху на выборах в конце того же года и стал премьер-министром страны. Кроме того, он был министром иностранных дел, а в 1930-31 годы также казначеем. Его руководство страной пришлось на время Великой депрессии. Скалин пытался проводить политику «оздоровления экономики» путём снижения жизненного уровня трудящихся, но этому воспрепятствовал Сенат. В 1931 году Скаллин потерпел сокрушительное поражение на выборах, уступив Джозефу Лайонсу, лидеру недавно созданной объединённой партии Австралии.
После этого занимался банковской реформой. В 1941 году, после возвращения к власти лейбористской партии, был неофициальным советником её лидера, Джона Кэртина.